# The Complete Tubular Bells
The Complete Tubular Bells je dvanácté výběrové album britského multiinstrumentalisty Mika Oldfielda. Bylo vydáno v květnu 2003 (viz 2003 v hudbě) a v britském žebříčku prodejnosti hudebních alb se neumístilo.
The Complete Tubular Bells je tzv. box set. Obsahuje celkem tři kompletní alba Tubular Bells, která vyšla u vydavatelství Warner Music Group. Jsou to Tubular Bells 2003, které vyšlo zároveň s tímto box setem samostatně, Tubular Bells II z roku 1992 a Tubular Bells III z roku 1998. Jako bonus bylo k The Complete Tubular Bells přiloženo bonusové DVD se třemi skladbami se zvukem 5.1 a videoklipem „Introduction 2003“.
The Complete Tubular Bells vyšlo, stejně jako nově nahrané album Tubular Bells 2003, k 30. výročí vydání Oldfieldova debutového alba Tubular Bells u vydavatelství Virgin Records.

## Skladby

### Disk 1:Tubular Bells 2003
Part One
1. „Introduction“ (Oldfield) – 5:52
2. „Fast Guitars“ (Oldfield) – 1:04
3. „Basses“ (Oldfield) – 0:46
4. „Latin“ (Oldfield) – 2:18
5. „A Minor Tune“ (Oldfield) – 1:21
6. „Blues“ (Oldfield) – 2:40
7. „Trash“ (Oldfield) – 0:44
8. „Jazz“ (Oldfield) – 0:48
9. „Ghost Bells“ (Oldfield) – 0:30
10. „Russian“ (Oldfield) – 0:44
11. „Finale“ (Oldfield) – 8:32

Part Two
1. „Harmonics“ (Oldfield) – 5:12
2. „Peace“ (Oldfield) – 3:30
3. „Bagpipe Guitars“ (Oldfield) – 3:08
4. „Caveman“ (Oldfield) – 4:33
5. „Ambient Guitars“ (Oldfield) – 5:10
6. „The Sailor's Hornpipe“ (lidová, úprava Oldfield) – 1:46

### Disk 2:Tubular Bells II
1. „Sentinel“ (Oldfield) – 8:07
2. „Dark Star“ (Oldfield) – 2:16
3. „Clear Light“ (Oldfield) – 5:48
4. „Blue Saloon“ (Oldfield) – 2:59
5. „Sunjammer“ (Oldfield) – 2:32
6. „Red Dawn“ (Oldfield) – 1:50
7. „The Bell“ (Oldfield) – 6:59
8. „Weightless“ (Oldfield) – 5:43
9. „The Great Plain“ (Oldfield) – 4:47
10. „Sunset Door“ (Oldfield) – 2:23
11. „Tattoo“ (Oldfield) – 4:15
12. „Altered State“ (Oldfield) – 5:12
13. „Maya Gold“ (Oldfield) – 4:01
14. „Moonshine“ (Oldfield) – 1:42

### Disk 3:Tubular Bells III
1. „The Source of Secrets“ (Oldfield) – 5:35
2. „The Watchful Eye“ (Oldfield) – 2:09
3. „Jewel in the Crown“ (Oldfield) – 5:45
4. „Outcast“ (Oldfield) – 3:49
5. „Serpent Dream“ (Oldfield) – 2:53
6. „The Inner Child“ (Oldfield) – 4:41
7. „Man in the Rain“ (Oldfield) – 4:03
8. „The Top of the Morning“ (Oldfield) – 4:26
9. „Moonwatch“ (Oldfield) – 4:25
10. „Secrets“ (Oldfield) – 3:20
11. „Far Above the Clouds“ (Oldfield) – 5:30

### Bonusové DVD
1. „Introduction“ (Oldfield) – 5:51
2. „Fast Guitars“ (Oldfield) – 1:04
3. „Basses“ (Oldfield) – 0:46
4. „Introduction 2003 – The Video“ (Oldfield) – 3:41